# Neshkoro (Wisconsin)
Neshkoro – miasto w Stanach Zjednoczonych, w stanie Wisconsin, w hrabstwie Marquette.